# Das Örtliche

Das Logo des Telefonbuchs

Das Örtliche ist ein deutsches Telekommunikationsverzeichnis, das auf lokale Wirtschaftsräume zugeschnitten ist und sowohl private als auch gewerbliche Einträge aus dem regionalen Umkreis beinhaltet.
Die Buchausgabe von Das Örtliche erschien zum ersten Mal im Jahr 1924. Bundesweit beträgt die Gesamtauflage des Verzeichnisses heutzutage ca. 34 Millionen Exemplare. Die über 1000 lokalen Einzelausgaben werden von rund 100 Verlagen in Kooperation mit der Deutsche Tele Medien GmbH herausgegeben.

## Service
Das Verzeichnis wird als Buch-, Online- und Mobilversion angeboten und steht seinen Nutzern gänzlich kostenlos zur Verfügung. Zu finden sind gängige Kontaktangaben wie Name, Anschrift, Telefonnummer oder E-Mail-Adresse. Bei gewerblichen Einträgen kommen zudem weitere Informationen wie Öffnungszeiten, Informationen zu Produkten und Dienstleistungen oder die Verlinkung auf die Homepage des Gewerbetreibenden hinzu.
Zum Angebotsumfang der Onlineversion und der App gehören neben der normalen Suchfunktion zum Beispiel die Geldautomatensuche, die Rückwärtssuche, die Umkreissuche und die Suche nach Notapotheken. Des Weiteren können Nutzer das aktuelle Kinoprogramm einsehen und mit Hilfe der Benzinpreissuche die günstigste Tankstelle in der Umgebung finden. Jeder vierte Deutsche hat im vergangenen Jahr das Onlineportal besucht.
Die mobile Suche ist für die meisten gängigen Smartphones (Apple iOS und Android) und auch mittels Tablet über die Das-Örtliche-App möglich, welche bereits über 6,8 Millionen Mal heruntergeladen wurde.

## Werbung
Standardeinträge sind für Gewerbetreibende in allen Medien (Buch, Internet, Auskunftsdienste usw.) kostenlos, sofern sie der Veröffentlichung nicht generell oder in einzelnen Medien widersprochen haben und der jeweilige Telefonanbieter die Daten der Telekom Deutschland GmbH zur Veröffentlichung zur Verfügung stellt. Ein gesetzlicher Anspruch hierauf besteht jedoch nicht.
Der kostenfreie Standardeintrag umfasst den Namen, Namenszusatz, akademische Grade, Titel oder Geschäftsbezeichnung, Anschrift, Telefon-, Telefax- und gegebenenfalls die Mobilfunknummer. Für die Einträge gelten die jeweiligen AGB des zuständigen Verlags. Zusätzliche Angaben wie Öffnungszeiten, Homepage- und/oder E-Mail-Adressen oder eine auffälligere Gestaltung des Eintrags können gegen Bezahlung beim jeweiligen Verlag in Auftrag gegeben werden.
Das Örtliche ist werbefinanziert. Es wird in Deutschland in gedruckter Form kostenfrei in Postfilialen und anderen Stellen ausgelegt. Je nach Region und Infrastruktur werden bestimmte Buchausgaben auch direkt an Haushalte geliefert.